# Anthony Atala
Anthony Atala (født 14. juli 1958 i Peru) er en amerikansk professor ved Wake Forest University.
På et børnehospital i Boston arbejdede han med at gro menneskevæv og -organer for at kunne bruge til at erstatte skadede eller defekte væv/organer. Betydningen af dette arbejde blev øget af en mangel på donorer.
Dr. Atala fortsatte dette arbejde i 2004 ved Wake Forest University, hvor han ledte det forskerhold, som var de første til at foretage en kunstig udvikling af et organ, en blære, som efterfølgende blev indopereret i et menneske.